# Сынджорджу-де-Пэдуре

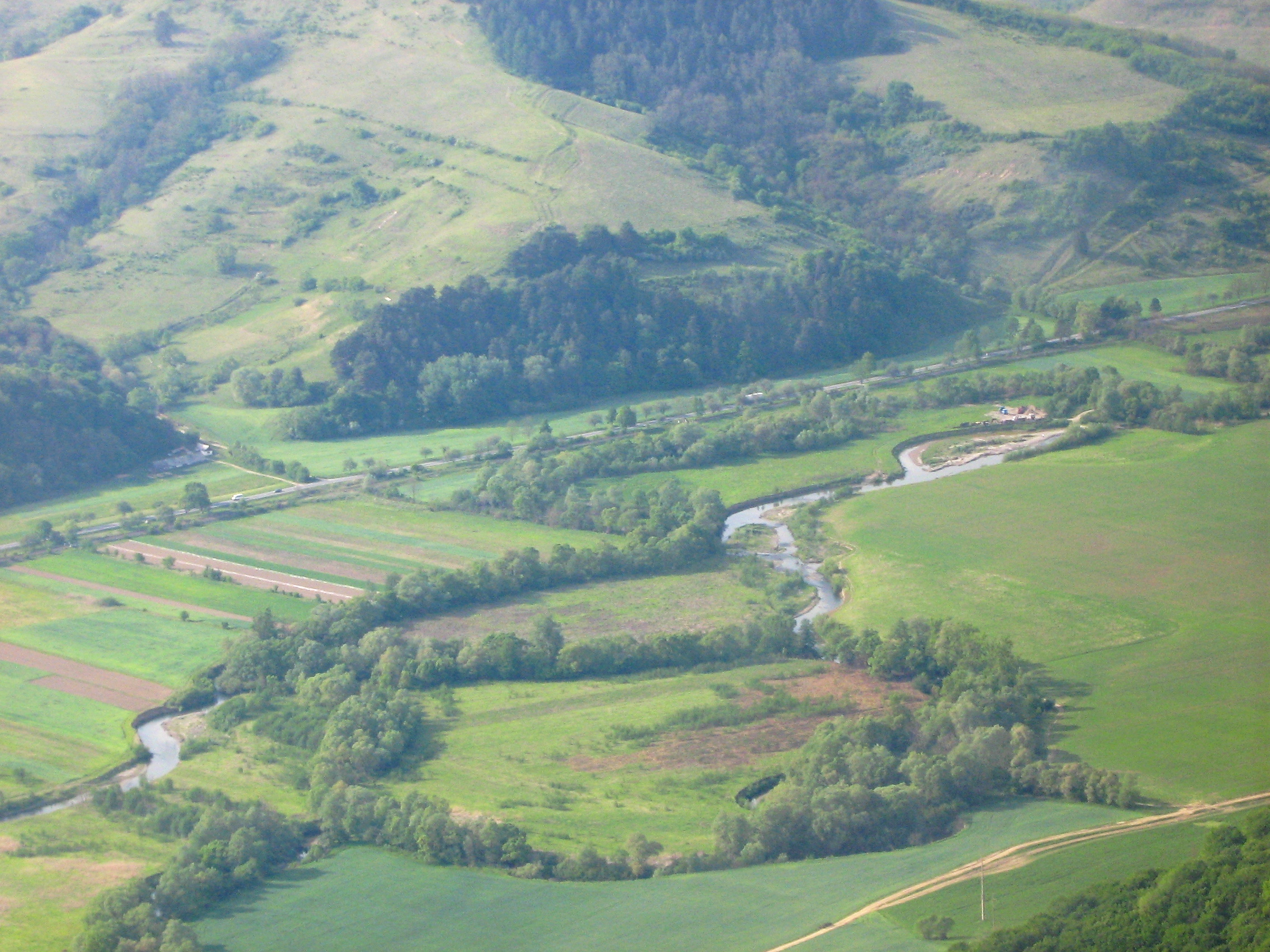
Окрестности города

Сынджорджу-де-Пэдуре (рум. Sângeorgiu de Pădure, венг. Erdőszentgyörgy Эрдёсентдьёрдь) — город в Румынии, входит в состав жудеца Муреш.
Находится в юго-восточной части жудеца Муреш в 242 км северо-западнее Бухареста, 104 км северо-западнее Брашова, 24 км юго-восточнее Тыргу-Муреша и в 102 км на восток от г. Клуж-Напока.
Город расположен на берегах реки Малая Тырнава.
Население — 5 166 человек (2011).
Административно городу подчинены сëла (данные про население за 2002 год):
- Безид (699 человек)
- Безиду-Ноу (39 человек)
- Лоцу (6 человек)

## История
Первое письменное упоминание встречается в 1333 году.

## Известные уроженцы и жители
- Клаудина Редеи фон Киш-Реде (1812—1841) — венгерская графиня, бабушка Марии Текской, супруги британского короля Георга V, матери Эдуарда VIII и Георга VI.

## Города-побратимы
- Бая, Венгрия
- Целльдёмёльк, Венгрия
- Ковачица, Сербия
- Варад, Франция
- План-лез-Уат, Швейцария